# Оуен і Мзі

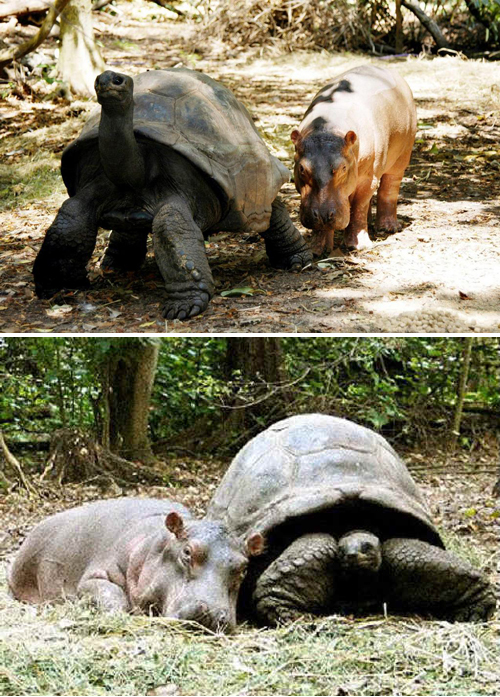
Оуен і Мзі (липень 2005 року)

Оуен (англ. Owen) і Мзі (англ. Mzee) — це бегемот і альдабрська черепаха, відповідно, які привернули увагу ЗМІ своєю незвичною дружбою. Вони живуть у заповіднику Парк Галлер (Бамбурі, Кенія). Однорічний бегемот Оуен опинився у заповіднику 27 грудня 2004 року і одразу подружився із столітньою черепахою Мзі, яка прийняла його як свою дитину.
Через цунамі у грудні 2004 року Оуен відбився від свого стада. Його врятували й принесли у заповідник. Мзі, можливо, нагадувала йому дорослого бегемота кольором та опуклим панциром. Представники заповідника казали, що тварини сплять та їдять разом і «стали нерозлийвода». Їхня дружба тривала до 2006 року, коли Оуен виріс настільки, що міг становити небезпеку для Мзі. Оуену знайшли самицю Клео (англ. Cleo), з якою вони мали поселитися навесні 2006 року. Після того як Оуен та Клео знайшли спільну мову, Мзі відселили від пари.
У 2005 році вийшла книга про них, яку написала шестирічна Ізабелла Гаткофф у співавторстві зі своїм батьком Крейгом та директором заповідника.